# 3039 Yangel
3039 Yangel è un asteroide della fascia principale. Scoperto nel 1978, presenta un'orbita caratterizzata da un semiasse maggiore pari a 2,5570077 UA e da un'eccentricità di 0,1452323, inclinata di 15,26940° rispetto all'eclittica.